# 田村通顕
田村 通顕（たむら ゆきあき）は、江戸時代後期の大名。陸奥国一関藩の第9代藩主。のち陸奥仙台藩の世嗣。官位は従四位下・侍従、美作守。

## 生涯
嘉永3年（1850年）6月8日、第8代藩主・田村邦行の長男として一関館にて誕生した。幼名は磐二郎。
安政4年（1857年）5月12日、父・邦行の死去に伴い田村家の家督を相続する。万延元年（1860年）に分家の旗本田村顕彰に追加の内分分知を与えて同家の家禄を2000俵にする。
文久3年（1863年）、跡取りのいなかった宗家・陸奥仙台藩主伊達慶邦の養嗣子として迎えられることになり、急遽、一関藩主田村家の家督を譲る養子を迎える必要に迫られた。初め一門亘理伊達家当主・伊達邦成を迎えようとしたが、亘理の家老・常盤顕允らの猛反発に遭って断念し、代わりに同じく一門の角田石川家から石川義光の七男・啓之進を迎えた。これが10代藩主・栄顕（邦栄）である。
こうして10月9日、通顕は慶邦の養子となり、伊達庸村（つねむら）と名乗り（慶邦の初名・寿村から｢村｣の一字を与えられた）、同年12月19日、14代将軍・徳川家茂に御目見し、偏諱を受けて茂村（もちむら）に改名した。従四位下・侍従・美作守に叙任されたが、茂村は慶邦に先立って慶応3年（1867年）6月16日、江戸の浜屋敷にて死去した。享年18。

## 系譜
父母
- 田村邦行（父）
- 米 - 岡田氏、側室（母）
- 伊達慶邦（養父）

養子
- 田村邦栄 - 石川義光の九男